# كوكاتيل اللوتينو
كوكاتيل اللوتينو أو ببغاء الكروان اللوتيني أوطفرة اللوتينو في الكوكاتيل، (بالإنجليزية Lutino Cockatiel)

اللوتينو عند الكوكاتيل من أجمل الطفرات الجينية لألوان الكوكاتيل، والأكثر شعبية.

## لمحة تاريخية:
تعتبر طفرة اللوتينو هي ثاني طفرة وثاني لون في ببغاء الكروان أو الكوكاتيل.
اللوتينو هو اللون الثالث بعد لون الكوكاتيل الرمادي الطبيعي الممتزج بالأصفر والأبيض، وهو اللون الأصلي لطائر الكوكاتيل في البرية الأسترالية، الذي يحمل في جيناته كل الألوان التي ظهرت فيما بعد في الكوكاتيل الرفيق. حيث يرتبط ظهور طفرة اللوتينو بتربية الطيور وتوليفها بالمنازل وفي الاقفاص. حيث ظهرت لأول مرة سنة 1958 بالولايات المتحدة الأمريكية بولاية ميامي، على يد المربي السيد «كليف» والسيدة «موون» بنجاح.
فيما ظهرت أول طفرة لونية للكواكتيل سنة 1951 بالولايات المتحدة الأمريكية، من تسمى بكوكاتيل رمادي مزركش، من إنتاج طيور (السيد يبتمان D. Putman) من سان دييغو، كاليفورنيا، بالولايات المتحدة الأمريكية.

## صبغة الميلانين:
صبغة الميلانين Eumelanin، وهي الصبغة المسؤولة عن غياب اللون الرمادي الأصلي في ببغاء الكروان اللوتينو، حيث تكون صبغات الليبوكروم والسيتاسين موجودة مما يؤدي إلى ظهور ألون الأصفر والأصفر الشاحب و «الأبيض إلى الأصفر» مع وجود البقعة الرتقالية الزاهية على الخدين.

## الميزات:

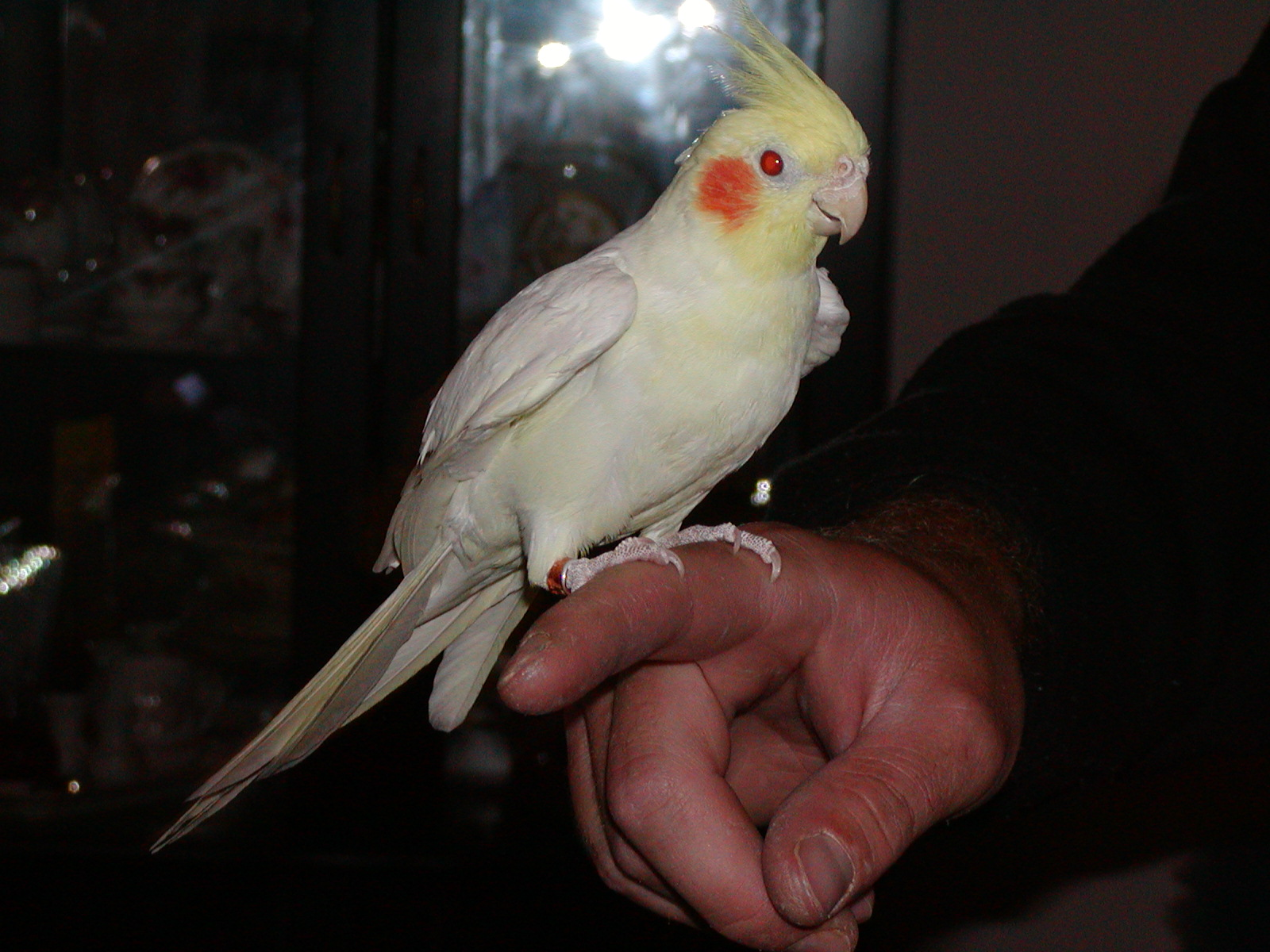
كوكاتيل أليف من نوع اللوتينو، لاحظ تنحي الصبغة الداكنة من لون الطائر، بما في ذلك المنقار والعينين والريش والقدمين والجلد والأظافر.

يأتي اللوتنيو باللون الأصفر أو الأصفر الباهت، مع خدود برتقالية، وأرجل وردية وعيون حمراء، ويتميز بغياب اللون الغامق من جسمه، سواء من المنقار أو المخالب أو العين أو الأرجل أو الريش.
ويعود السبب في ذلك إلى غياب صبغة الميلانين المسؤولة عن اللون الرمادي في جسم الطائر، مما يجعل الفرخ يأتي باللون الأصفر الباهت.

### العيون:
عيون كوكاتيل اللوتينو تأتي باللون الأحمر ويكون ذلك بسبب نقص صبغة الميلانين. ويظهر ذلك بشكل واضح في الضوء والنور الساطع.
قبل البلوغ تكون العيون بلون أحمر فاتح، وعندما يدخل مرحلة النضج تصبح عين اللوتينو بلون أحمر أكثر وضوحا.
- ملاحظة: عند تسليط الضوء على عين اللوتينو وعدم ظهورها باللون الأحمر فهذا ليس كوكاتيل من نوع لوتينو.

إنما يعتبر هو من طفرة لون «كلير بايد»، فهي لا تختلف عن اللوتينو وما يميزها عن اللوتينو هو لون الهين الأحمر.

### الصلع عند اللوتينو:
يظهر الصلع في كوكاتيل اللوتيو كثيرا، وهو أمر طبيعى ولا يعتبر عيبا أو مرضا أو ضعفا في نوع كوكاتيل اللوتينو، حيث تتوارثه الاجيال بنسب مختلفة. وظهوره هو نتيجة لخلل جيني ظهر مع طفرة اللوتينو.
لذا لا يفضل تزويج الكوكاتيل ذات هذه الصفة لبعضها، ويفضل تزويج اللوتينو الأصلع إلى كوكاتيل الرمادي العادي أو الرمادي المزركش، حيث يمكن تجنب هذا الخلل الوراثي، لأنه يبقى صفة وراثية متنحية، وذلك بأدخال نوع مختلف في السلالة، ويفضل أن يكون اللوتينو الرمادي العادي وهو الأصلي.

## الفروق الجنسية:
يصعب التفريق بين الجنسين في طفرة اللوتينو قبل فترة البلوغ.
في هذا اللون يتم تمييز الجنس بواسطة الخطوط باللون الأصفر أو الأبيض في الإناث.
بينما الذكر يكون الريش بلون واحد منسجم إما الأبيض أو الأصفر.
لمعاينة الألوان في اللوتنيو بغية تعيين الجنس على الأجنحة، ولتمييز النوع عن طفرة لون كلير بايد، يتم ذلك عن طريق تدقيق لون العين الأحمر الذي يتميز به كوكاتيل اللوتينو عن غيره، وللتدقيق اللون يحتاج إلى اضاءة ساطعة في على عين طائر كوكاتيل اللوتينو.
إضافة إلى الفروق العامة لطائر الكوكاتيل، فالذكر أكثر تحركا وتغريدا والأكثر اندماجا مع صاحبه. بينما الأنثى تبقى أكثر تحفظا من الذكر.

## معرض صور لكوكاتيل اللوتينو:

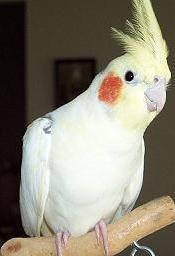
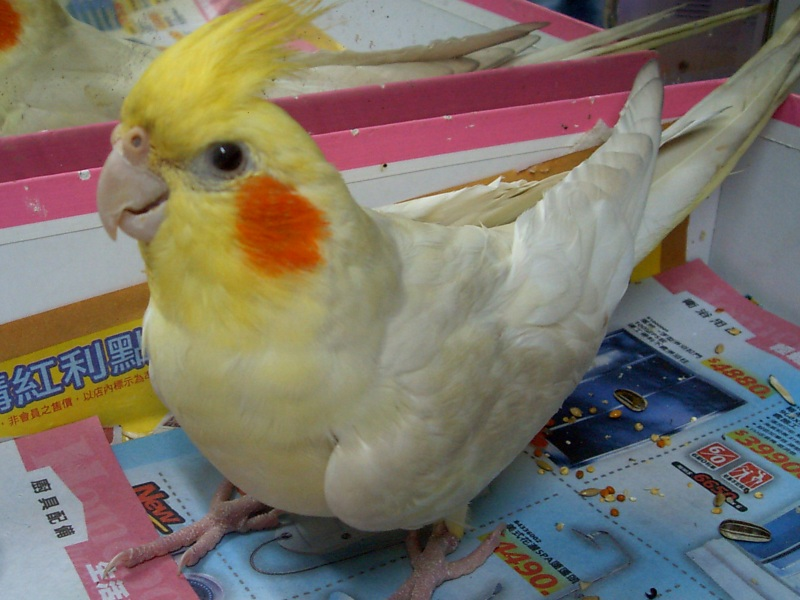
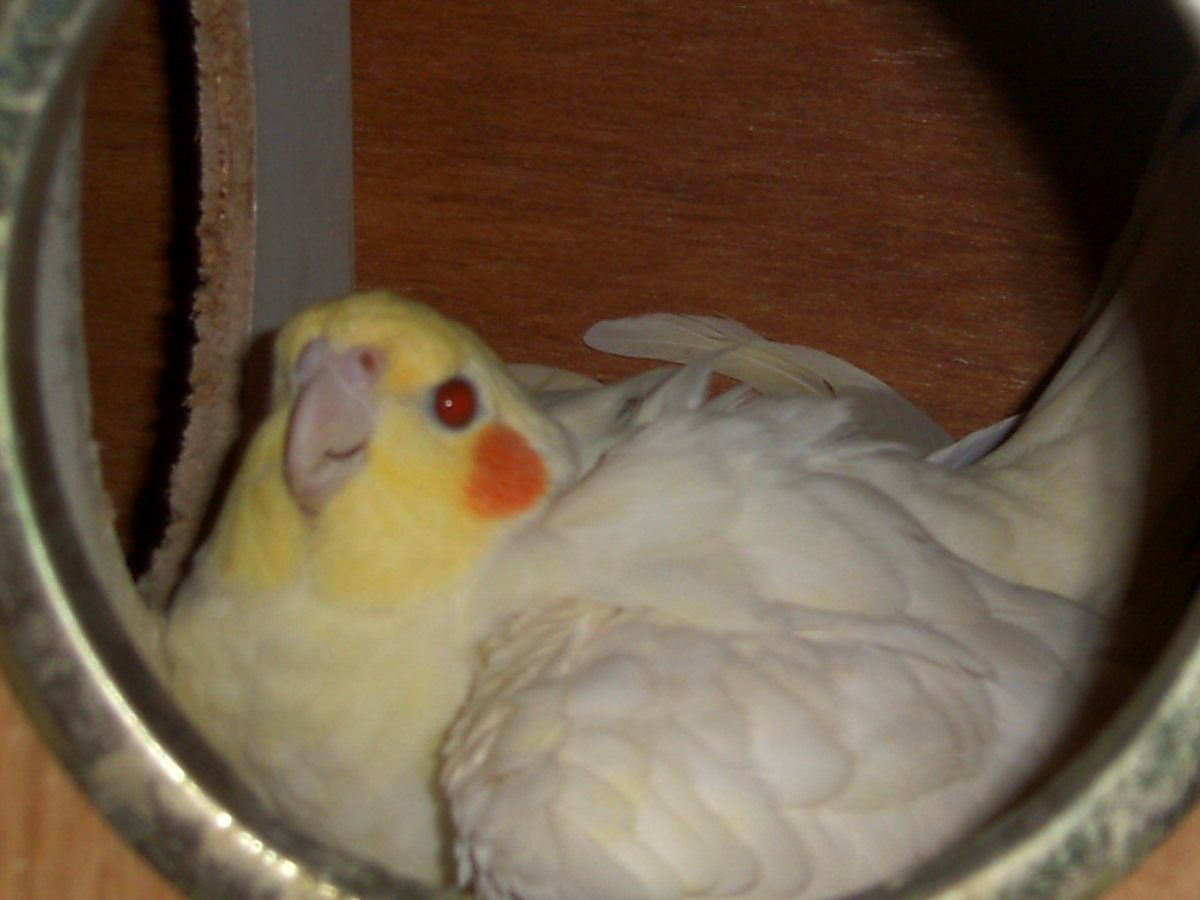
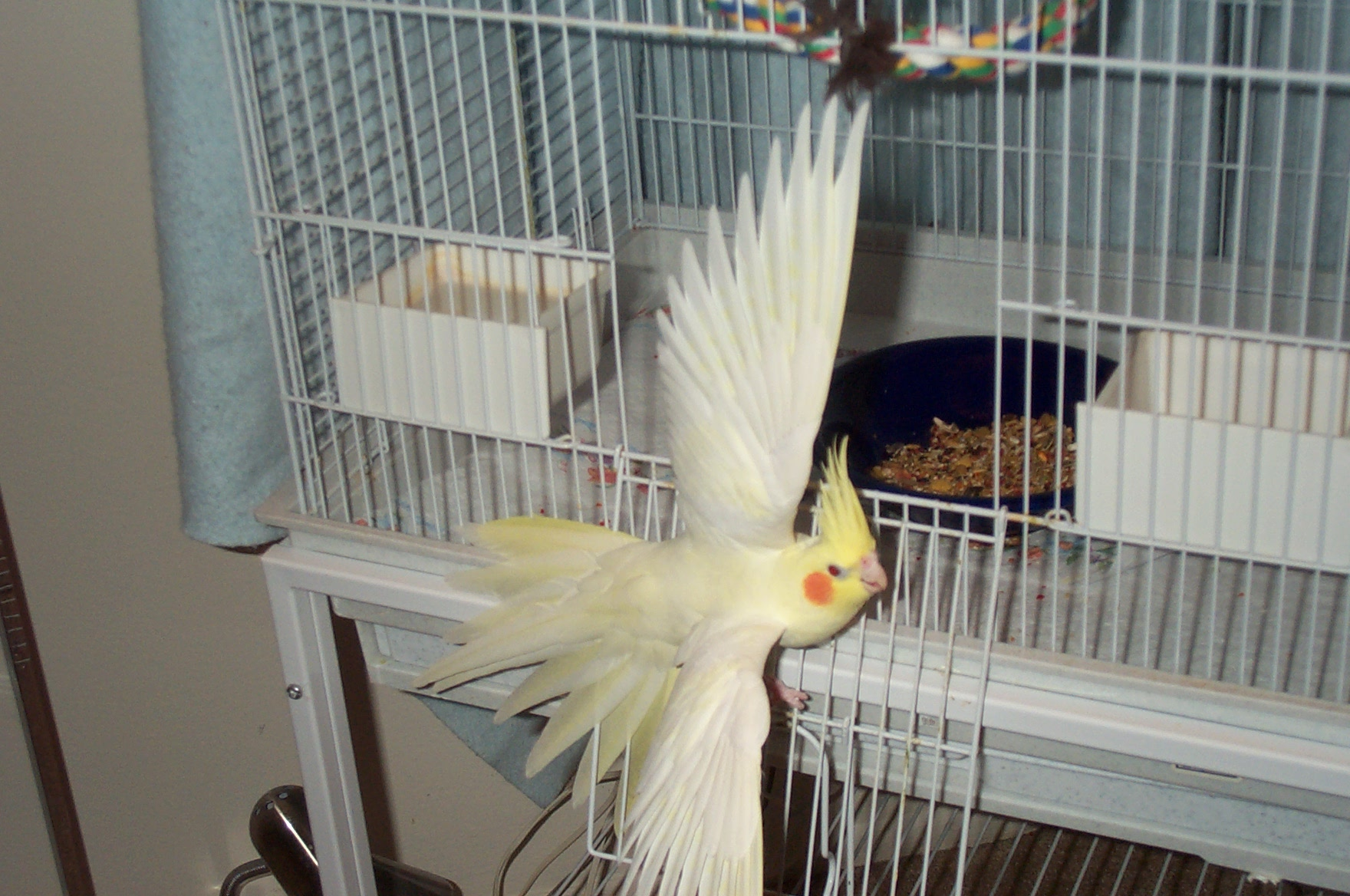
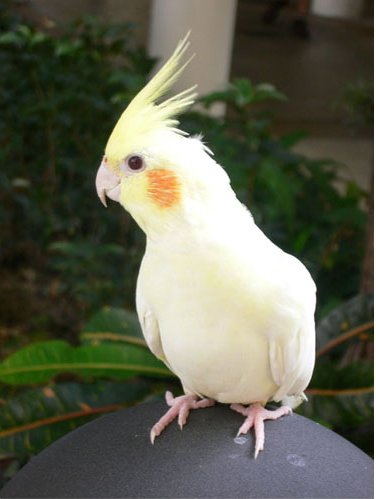
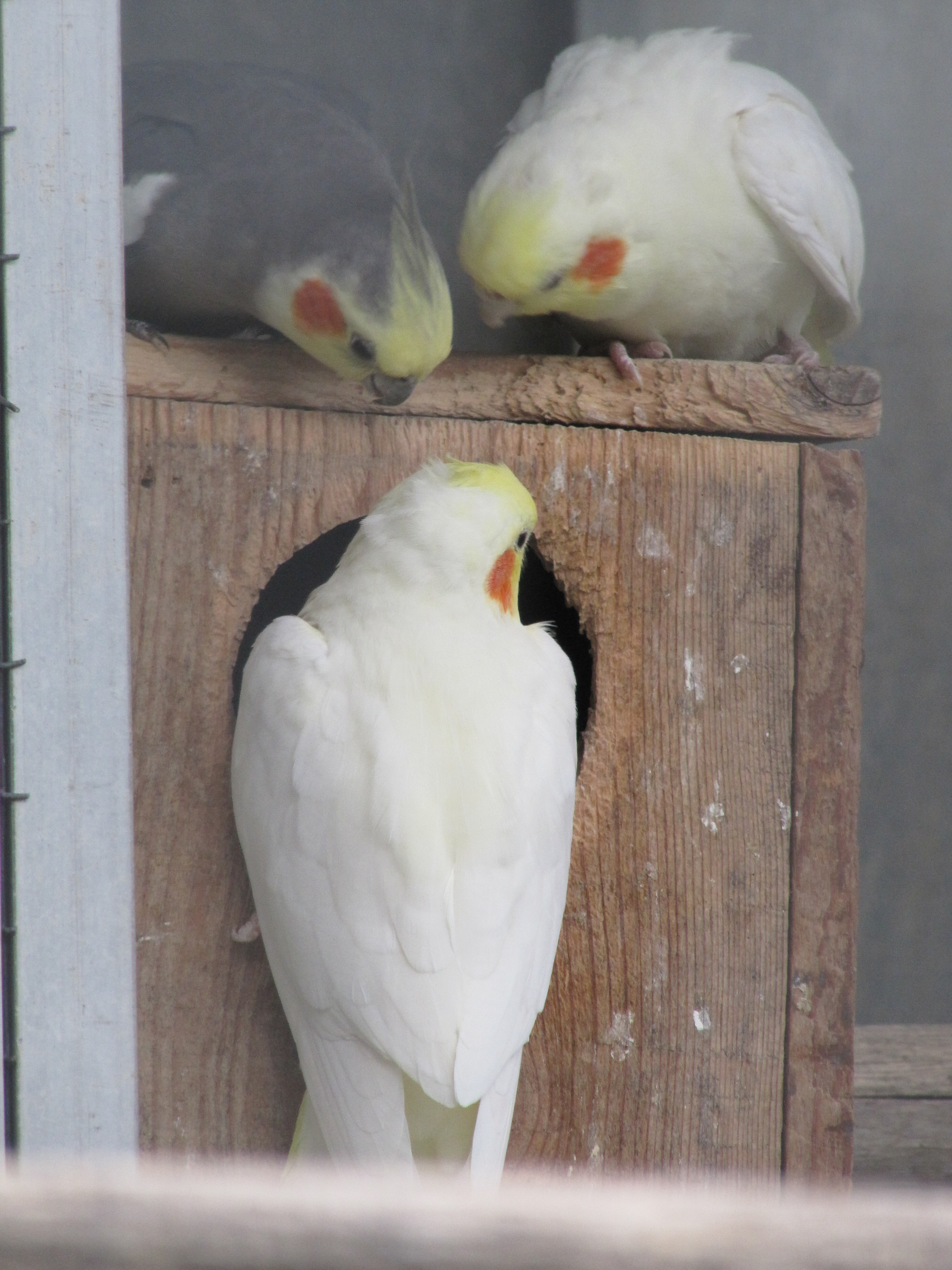
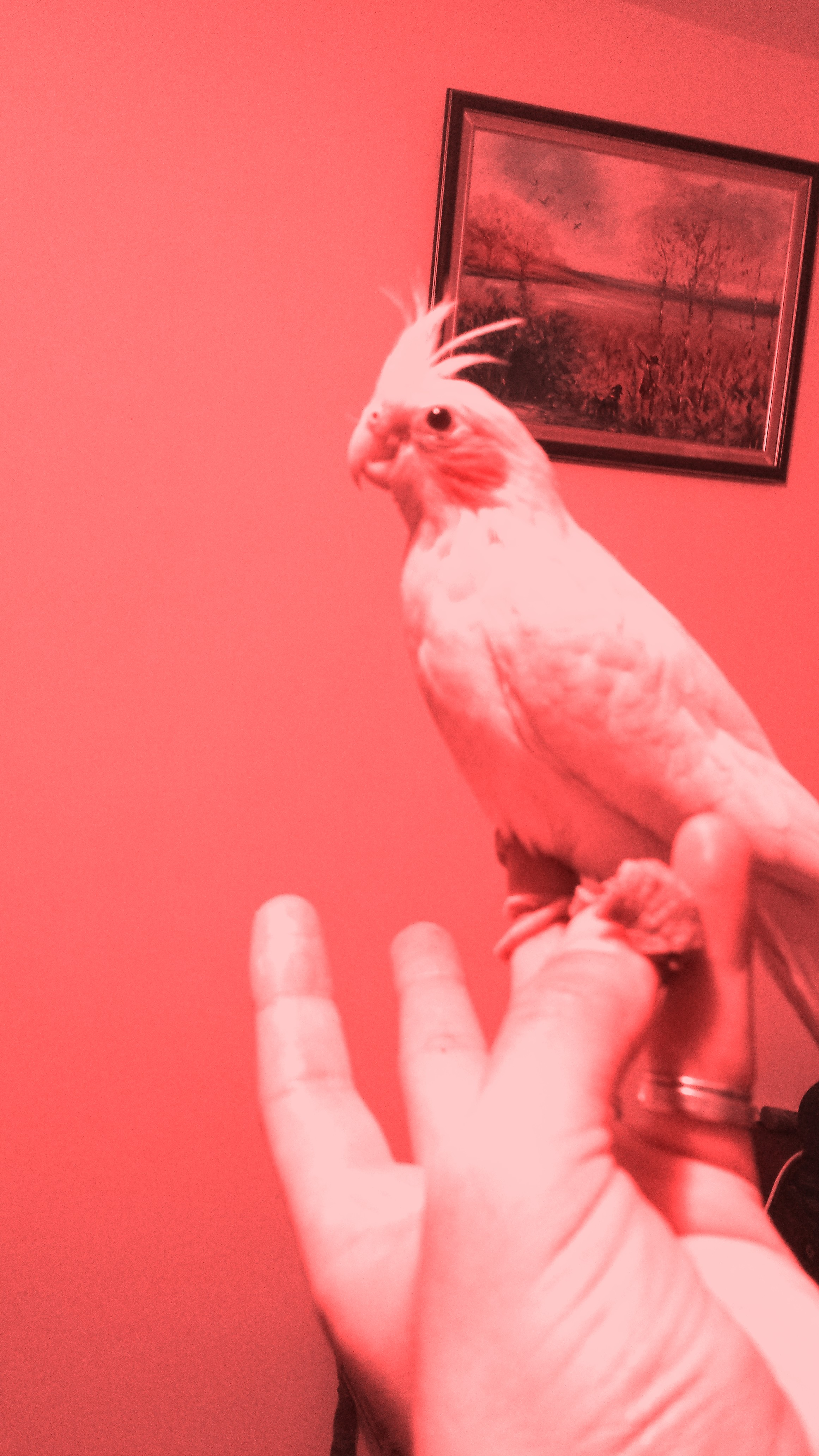
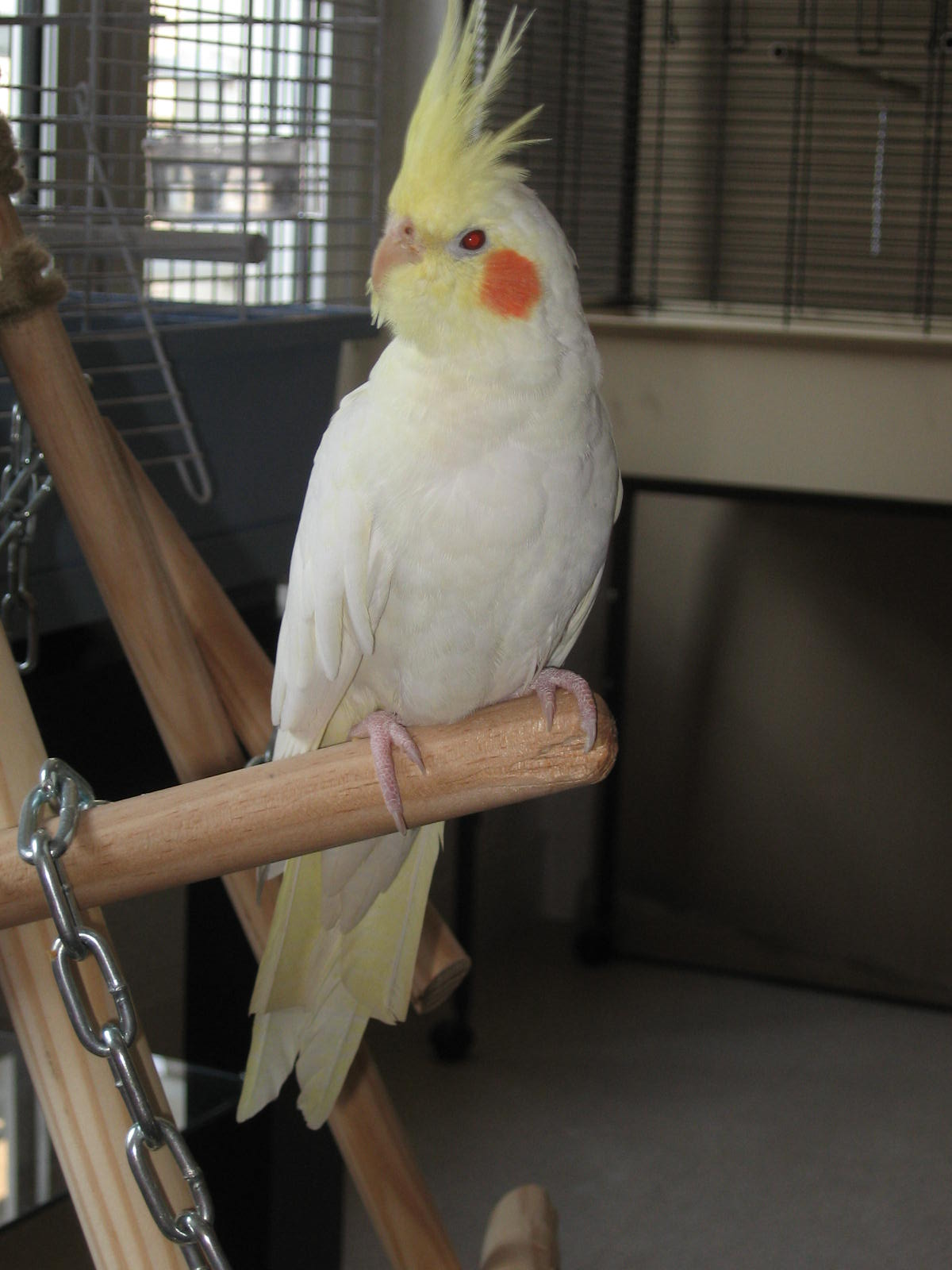
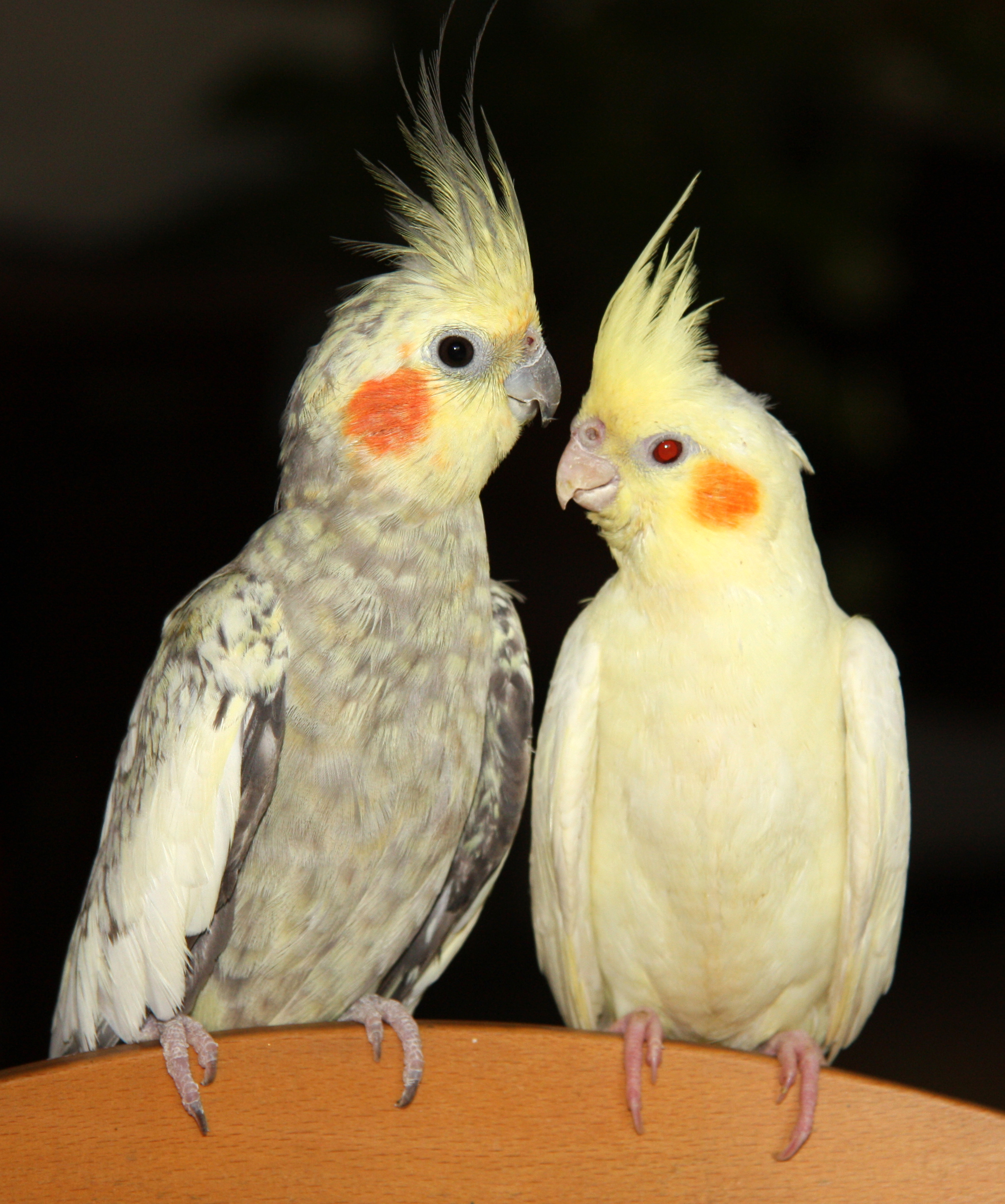

## الصوت:
نفس صفات التغريدة لنفس النوع (كل الطفرات الجينية اللونية لها نفس التغريدة)